# William B. Davidson
William Beatman Davidson, född 16 juni 1888 i Dobbs Ferry, New York, död 28 september 1947 i Santa Monica, Kalifornien, var en amerikansk skådespelare. Davidson filmdebuterade 1915. Efter ljudfilmens genombrott på 1930-talet minskade hans roller i betydelse, men han var fortsatt anlitad som birolls och smårollsaktör. Mot slutet av karriären stod hans roller ofta inte med i filmernas rollistor. Totalt gjorde han över 300 filmroller.

## Filmografi, urval
- 1930 – Rymdens demoner
- 1930 – For the Defense
- 1932 – Mänskligt villebråd
- 1933 – Jag är ingen ängel
- 1933 – Skandalen i Hollywood
- 1934 – Dimma över Frisco
- 1935 – Tillbaka till livet
- 1937 – Gold Diggers 1937
- 1937 – Pappa har en väninna
- 1937 – Storstadsdesperados
- 1938 – New Yorks undre värld
- 1939 – De gjorde mig till brottsling
- 1940 – Tänk om jag gifter mig med chefen!
- 1941 – Akta're för spöken
- 1941 – Glädjens serenad
- 1942 – Än lever Adam
- 1942 – I detta vårt liv
- 1942 – Vägarnas folk gör revolt
- 1942 – Snabb karriär garanteras
- 1944 – Vi grevar och baroner
- 1945 – De skulle offras
- 1947 – Katrin gör karriär